# Blue Iguana
Pour plus de détails, voir Fiche technique et Distribution.
Blue Iguana (The Blue Iguana) est un film policier américain de John Lafia, sorti en 1988.

## Fiche technique
- Titre original : The Blue Iguana
- Titre français : Blue Iguana
- Réalisation : John Lafia
- Scénario : John Lafia
- Production : Steve Golin
- Musique : Ethan James
- Photographie : Rodolfo Sánchez
- Montage : Scott Chestnut
- Société de production : PolyGram Pictures, Propaganda Films, Volcanica Films, Cinexacto Films et Paramount Pictures
- Pays d'origine :  États-Unis
- Langue : Anglais
- Format : Couleur - 35 mm
- Genre : Film policier
- Durée : 90 minutes
- Date de sortie :
  - États-Unis : 22 avril 1988

## Distribution
- Dylan McDermott : Vince Holloway
- Jessica Harper : Cora
- James Russo : Reno
- Pamela Gidley : Dakota
- Yano Anaya : Yano
- Flea : Floyd
- Michele Seipp : Zoe 'Le barman'
- Tovah Feldshuh : le détective Vera Quinn
- Dean Stockwell : le détective Carl Strick
- Katia Schkolnik : Mona
- John Durbin : Louie Sparks
- Eliett : Veronica
- Don Pedro Colley : Boat Captain
- Pedro Altamirano : Rubberhead
- Benny Corral : Roy